# Фани Бланкерс Кун
Фани Бланкерс Кун (хол. Fanny Blankers-Koen), рођена као Франсина Елше Кун (хол. Francina Elsje Koen; Лаге Вурсхе, 26. април 1918 — Хофдорп, 25. јануар 2004) је била холандска атлетичарка, четворострука олимпијска победница.
Атлетска каријера Фани Бланкерс Кун је почела 1935. године, да би већ на Олимпијским играма у Берлину 1936. године наступала за Холандију, тада без запаженијих резултата. Уследиле су тешке године Другог светског рата за време којих је Бланкерс Кун и даље тренирала и наступала када је било могуће и то с успехом. Тих година је оборила више светских рекорда у неколико дисциплина: скок удаљ, скок увис, спринтерске дисциплине, ниске препоне. Након рата је родила кћер, али је врло брзо наставила с тренинзима.
Пошто се у међувремену удала и родила двоје деце врхунац своје каријере доживела је на Олимпијским играма у Лондону 1948., када је бриљирала у свим тркама, те освојила четири златне медаље. Олимпијска правила  ду одређивала  у колико дисциплина један такмичар може да се такмичи и зато није могла  да учествује у скоу удаљ и скоку увис, иако је у обе дисциплине  држала светски рекорд, Стекла је светску славу, те добила надимак 'летећа домаћица'. Такмичила се и на Играма у Хелсиникију 1952. у доби од 34 године, али је одустала у једином финалу у које се пласирала, трци 80 метара са препонама.
Укупно је у каријери осим четири олимпијска злата имала и пет титула европске првакиње, 58 националних титула, а обарала је или изједначавала светске рекорде 21 пут у осам атлетских дисциплина.
После такмичарске каријере била је вођа холандске атлетске репрезентације од 1958. до 1968.
у новембру 1999. примила је  трофеј Међунароне атлетске федерације  као најбоља атлетичарка 20. века. Трофеј јој је уручио принц Алберт од Монака.

## Највећи успеси
- Олимпијске игре
  - Лондон 1948.

- злато 80 м препоне, 11,2

- злато 100 м, 11,9
 
- злато 200 м, 24,4

- злато 4 x 100 м штафета 47,5 
- Европско првенство у атлетици
  - Беч 1938.

- бронза 100 м,
 
- бронза 200 м 
- - Осло 1946.

- злато 80 м препоне

- злато 4 x 100 м штафета
- - Брисел 1950.

- злато 80 м препоне
 
- злато 100 м 

- злато 200 м 

- сребро 4 x 100 м штафета
- Првенства Холандије

- 13 титула 100 м 

- 12 титула 200 м 

- 11 титула 80 м препоне

- 11 титула скок увис

- 9 титула скок удаљ

- 2 титуле бацање кугле

- 1 титула петобој